# Armodoris
Armodoris es un género de moluscos nudibranquios de la familia Akidoridae.

## Diversidad
El género Armodoris incluye un total de 2 especies descritas:
- Armodoris antarctica  Minichev, 1972
- Armodoris anudeorum Valdés, Moran & Woods, 2011